# Cormocephalus setiger
Cormocephalus setiger är en mångfotingart som beskrevs av Carl Oscar von Porat 1871. Cormocephalus setiger ingår i släktet Cormocephalus och familjen Scolopendridae.
Artens utbredningsområde är:
- Botswana.
- Lesotho.
- Zimbabwe.

Inga underarter finns listade i Catalogue of Life.